# Гігроскопічність
Гігроскопічність (англ. hygroscopy) — здатність матеріалу поглинати водяні пари з повітря в результаті абсорбції. Кількість абсорбованої води росте з підвищенням відносної вологості, зниженням температури і збільшенням тиску. Гігроскопічність може супроводжуватися утворенням нових сполук — гідратів і кристалогідратів. Так, при поглинанні води оксидом кальцію утвориться гідроксид. У мікрокапілярах пористих матеріалів з радіусом менш 10–5 см пари води конденсуються. Відношення кількості води, поглиненої матеріалом, до загальної кількості цього матеріалу називається гігроскопічною вологістю. Максимальна гігроскопічна вологість різна для різноманітних пористих матеріалів: 4…9 % — для піску, 14…28 — для сосни, 9…25 % — для фіброліту.

## Властивість
- 1) Здатність кристалічних та аморфних тіл легко поглинати вологу з повітря, зволожуючись або розтікаючись при цьому.

- 2) Г. вибухових речовин — здатність гідрофільних ВР поглинати пари води за рахунок хімічної чи фізичної адсорбції.

- 3) Г. гірських порід — здатність речовин вбирати вологу з повітря. Розрізняють неповну і максимальну Г. Неповна Г. характеризується кількістю вологи, яка поглинається гірською породою при даній відносній вологості повітря; макс. — найбільшою к-стю вологи, що поглинається гірською породою з повітря при повному його насиченні водяними парами.

## Приклади
Сильно гігроскопічні (традиційні для використання в ексикаторах): безводні сульфати (MgSO4, CaSO4 (ангідрит), Na2SO4, CuSO4), хлориди (CaCl2), перхлорати (Mg(ClO4)2, (CsClO4.) або ангідрон), оксиди і гідроксиди (CaO, KOH, натронне вапно), концентрована сульфатна кислота, фосфатний ангідрид (P2O5), цеоліти.
Сильно гігроскопічні торф, буре вугілля, крейда, мергель, лес, глина, кам'яна сіль, карналіт.
Слабка гігроскопічність у скельних метаморфічних і магматичних порід, щільного кам'яного вугілля, бітумінозних пісковиків.

## Дотичні терміни

### ГІГРОСКОПІЧНА ВОДА
- Див. зв'язана вода.

### ГІГРОСКОПІЧНИЙ
ГІГРОСКОПІЧНИЙ, (рос.гигроскопический, англ. hygroscopic, нім. hygroskopisch) — той, що вбирає вологу з повітря (пари, туману).